# Podgórny Potok
Podgórny Potok (Potok Podgórny, Runek) – potok, prawy dopływ Popradu o długości 3,73 km i powierzchni zlewni 3,11 km².

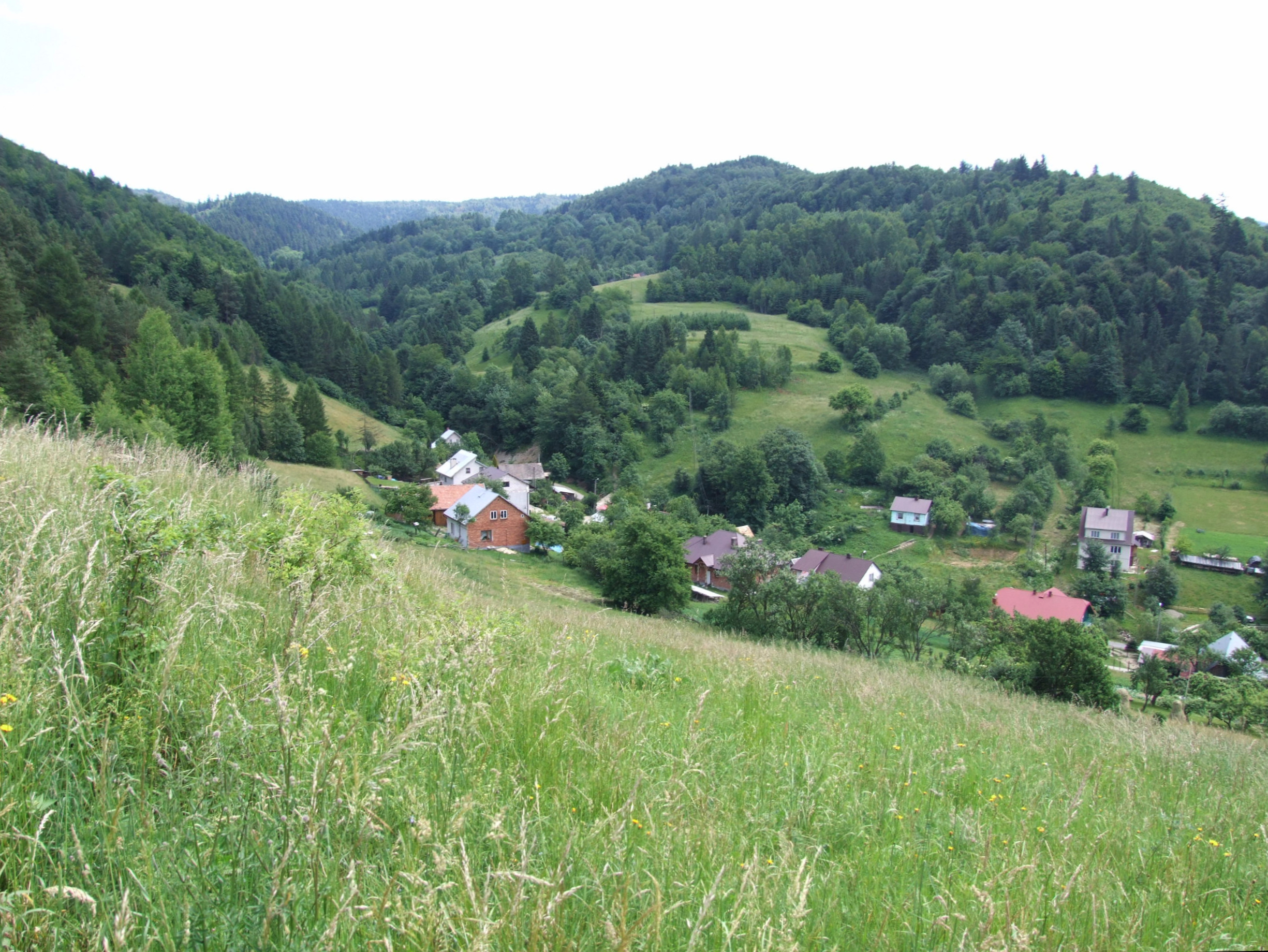
Widok ze stoków Malnika na dolinę Potoku Podgórnego, osiedle Miczuły i górę Zdziar

Potok płynie w Paśmie Leluchowskim, które w polskiej regionalizacji fizycznogeograficznej według Jerzego Kondrackiego zaliczone zostało do Beskidu Sądeckiego, w nowszej regionalizacji z 2018 r. wraz z Górami Lubowelskimi do Pogórza Popradzkiego. Jego źródła znajdują się na wysokości 840 m, na zachodnich stokach góry Przechyby (871 m). Lesistym dnem doliny spływa w zachodnim kierunku, po wypłynięciu z lasu przepływa przez położone w tej dolinie i należące do Muszyny osiedla Miczuły i Rusinów, w którym zmienia kierunek na południowy. W Rusinowie uchodzi do Popradu na wysokości około 450 m.
Prawe zbocza doliny Potoku Podgórnego tworzą Przechyby, Czarne Garby (835 m) i Malnik (726 m), lewe grzbiet Zdziaru (837 m). Grzbiet ten był dawniej w dużym stopniu bezleśny, zajęty przez pola i łąki, które obecnie przestają być użytkowane i stopniowo zarastają lasem.